# Phaps histrionica
Phaps histrionica е вид птица от семейство Гълъбови (Columbidae).

## Разпространение
Видът е разпространен в Австралия.